# Šah
Šah je igra za dva igrača. Postoje tri tipa: klasični (stolni šah), dopisni šah i problemski šah. Šahovska ploča kvadratnog je oblika, podijeljena u 64 (8×8) polja, obojenih naizmjenično svijetlom i tamnom bojom (redovno se govori "bijeli" i "crni"). Svaki igrač na početku igre ima šesnaest šahovskih figura i to osam pješaka, dva skakača, dva lovca, dva topa, kraljicu i kralja. Jedan igrač igra figurama bijele, a drugi figurama crne boje.
Igra sa sadašnjom pločom i figurama postoji barem od 6. stoljeća, ali pravila o kretanju figura mijenjala su se. Bitna promjena, koja čini moderni šah posve drugačijom igrom od iranskog šatrandža, uvedena je oko 1470. godine u Italiji. Poslije je bilo još izmjena pravila (rokada, uzimanje en passant, promocija pješaka), pa su pravila konačno utvrđena tek u 19. stoljeću. 
U danima prije svjetskih računalnih mreža relativno popularan bio je telešah (engl. telechess), tako da su između 1977. i 1990. godine organizirane tri olimpijade telešaha. To je šah na granici između dopisnog šaha i igranja šaha na mrežnom poslužitelju. Koristio se teleks (metoda slanja tekstualnih poruka odvojena od telefonskog sustava; poruke su se mogle slati/primati diljem svijeta). Problem je što su partije bile spore, a mogućnosti sprječavanja varanja bile su ograničene.

## Pravila igre
Igrači vuku naizmjenično po jedan potez. Partiju započima igrač s bijelim figurama, a nastavlja crni svojim potezom i tako naizmjenično do kraja partije koja završava matom, odnosno pobjedom jedne strane ili neriješeno (remis). Cilj igre je matirati suparničkog kralja odnosno izvesti takav napad na kralja kojeg više nije moguće obraniti (ukloniti figuru koja ga napada, i spriječiti napad postavljanjem vlastite figure na liniji ili dijagonali djelovanja napada (blokada) ili bijegom kralja na drugo polje koje nije pod udarom protivničke figure). Pravila suvremenog šaha bitno se razlikuju od pravila iranskog šatrandža. Ploča i figure jednaki su, ali su pravila o kretanju figura drugačija.

### Šahovske figure i pravila kretanja figura
- Pješak se kreće isključivo prema naprijed i ne može se nikada kretati unatrag (sve ostale figure mogu). Pješak se kreće prema naprijed samo za jedno polje osim iz početne pozicije (na drugom redu kao bijeli odnosno sedmom redu kao crni) kada može ići naprijed i za dva polja ako igrač tako odluči. Pješak se može kretati i za jedno polje dijagonalno, ali samo kada ima mogućnost uzimanja protivničke figure na tom polju i to samo prema naprijed. Na primjer, bijeli pješak s polja d4 može uzeti protivničku figuru na c5 ili na e5. Izuzetak od navedenog je pravilo "en passant". En passant je izniman način uzimanja protivničkog pješaka, a može nastupiti jedino kada protivnički pješak kreće s početnog položaja za dva polja preskačući polje na kojem bi ga protivnički pješak mogao uzeti da je igrao za jedno polje prema naprijed (npr. bijeli pješak je na petom redu, recimo na polju e5, a crni pješak je na polju d7 i crni je na potezu. Ako bi crni igrao pješakom sa d7 na d5 bijeli bi ga mogao uzeti postavljanjem svog pješaka na d6. U ovom slučaju nakon što crni odigra pješaka na d5 bijeli (ako želi) može ga uzeti postavljanjem svog pješaka na d6 i opet je na redu crni. Treba još naglasiti da mogućnost uzimanja na ovaj način vrijedi samo za taj potez. Ako bijeli pješak ne bi iskoristio tu mogućnost u idućem potezu gubi pravo na takvo uzimanje). Najvažnija osobina pješaka je da dolaskom na zadnji (osmi red kao bijeli, odnosno 1 red kao crni) biva promoviran u figuru po izboru igrača (osim pješaka ili kralja, naravno, i to obično bude kraljica kao najjača figura). Dolaskom na zadnji red pješak se uklanja i na to polje se postavlja nova figura po vlastitom izboru. Na taj način potez je završen i sada je na redu igrati protivnika. Iz ovog pravila proizlazi da je u šahovskoj igri teoretski moguće imati poziciju na ploči s 9 kraljica iste boje (ili na primjer 10 topova). To pak nikada nije slučaj zbog prirode igre, ali pozicije s nekoliko kraljica nisu neuobičajene. Promocija pješaka posebno dolazi do izražaja u završnoj fazi igre kada strana koja prva uspije da promovira pješaka obično i pobjeđuje. Ovdje je važno napomenuti dodatno ograničenje koje proizlazi iz pravila igre i koje osim za pješake vrijedi i za sve ostale figure, a to je da je pomicanje u svim slučajevima onemogućeno ako bi se na taj način ostavilo vlastitog kralja pod napadom (udarom protivničke figure, odnosno "u šahu").
- Kralj se može kretati u svim smjerovima za jedno polje. Nikada ne smije doći na mjesto koje napada bilo koja suparnička figura. Igrač kojem je kralj napadnut od protivničke figure mora otkloniti taj napad, odnosno ne može odigrati neki drugi potez koji ne otklanja napad. Ako to nije u mogućnosti onda je "šah-mat" i igra je završena pobjedom suparnika.
- Dama (naziva se još i "kraljica") najjača je figura i kreće se neograničen broj slobodnih polja u svim smjerovima: okomito, vodoravno i dijagonalno. Ne može preskakati figure. Dama, top i lovac su jedine dalekometne figure, odnosno u odabranom smjeru mogu se pomicati neograničen broj polja. Smjer ne mogu mijenjati u istom potezu. Na primjer, ako se kraljica nalazi na polju a1 bit će joj potrebna dva poteza da dođe do polja e2; prvi potez može biti Da1-a2, a drugi potez Da2-e2, što se u skraćenoj notaciji (kada se zapisuje samo odredišno polje) piše 1. Da2, 2. De2. Dama u ovom primjeru s polja a1 do polja e2 može doći i drugim odabirom poteza (na primjer: 1. De5, 2. De2). Zapisivanje poteza je obavezno samo u natjecateljskom šahu. U slobodnim partijama poteze nije potrebno zapisivati. Na odredišnom polju ako se nalazi protivnička figura ista se uzima i na njeno mjesto se postavlja naša figura te je potez završen. Nastavlja tada suparnik koji će ako je u mogućnosti sada uzeti našu damu (ako želi, odnosno ako mu to kao opcija odgovara). Vlastite figure se ne mogu uzimati što osim za damu vrijedi i za sve ostale figure (kralja, damu topa, lovca skakača i pješaka).
- Top (naziva se i "kula") se kreće neograničen broj slobodnih polja okomito i vodoravno (po linijama i redovima). Ne može preskakati ostale figure i ne može se kretati po dijagonali.
- Lovac (susreće se i njemački naziv laufer) kreće se neograničen broj slobodnih polja samo po dijagonalama. Ne može preskakati druge figure. Zbog kretanja uvijek po poljima iste boje lovci se mogu nazivati "bijelopoljnim" i "crnopoljnim" lovcima. Iz ovog proizlazi da svaka strana na početku igre ima po jednog bijelopoljnog i jednog crnopoljnog lovca. U slučaju promocije pješaka, kako je ranije opisano u kretanju pješaka, kasnije u igri se pak može dogoditi da jedna od strana može imati više "bijelopoljnih" ili "crnopoljnih lovaca što je ipak u praksi rijetkost.
- Skakač (naziva se i "konj") je jedina figura koja prilikom izvođenja poteza može preskakivati figure (svoje i suparničke). Kreće se u obliku slova L: dva polja ravno u bilo kojem smjeru i zatim jedno polje lijevo ili desno, na bilo koju stranu. Ovdje je važno primijetiti da skakač zapravo svakim potezom promijeni boju polja na kojem se nalazi. U najosnovnijem smislu, kretnje skakača u osnovi predstavlja skok za dva polja pri čemu skakač dolazi na polje koje je suprotne boje od polja na kojem se nalazio. Na primjer, skakač koji se nalazi na polju f3 može odskočiti na sljedeća polja: g1, e1, d2, d4, e5, g5, h4 i h2. Ta polja moraju biti slobodna od vlastitih figura. Ako bi se na polju na koje se postavlja skakač nalazila suparnička figura u tom slučaju bi skakač poput ostalih figura uzeo tu figuru i zauzeo njeno mjesto. Skakač kao i ostale figure najbolju iskoristivost ima u centru šahovske ploče. Ako stoji na nekom od središnjih polja, kao u primjeru ranije kada se nalazi na polju f3, tada ima osam raspoloživih polja, dok u samom uglu ima samo dva raspoloživa polja. Osim toga, s obzirom na to da nije dalekometna figura poput dame, topa ili lovca, iz središta ploče mu je potreban manji broj poteza da stigne do odredišta. Tako će mu, ako se nalazi na jednom rubu ploče, biti potrebno najmanje četiri poteza da stigne na drugi rub (na primjer s h2 na b8: 1.Sf3, 2.Se5, 3.Sc6 i 4.Sb8 – ukupno 4 poteza dok bi lovac koji se nalazi na polju b8 taj isti put mogao preći u samo jednom potezu 1.Lh2-b8 (skraćeno 1.Lb8)). Glavna pak prednost skakača je u tome što zbog svog načina kretanja može napasti sve ostale figure, a da pri tome sam nije napadnut od istih. Izuzetak su samo protivnički skakači koji imaju isti način kretanja. Skakač može istovremeno napasti više protivničkih figura ako su tako raspoređene. Najneugodniji napad skakačem je istovremeni napad protivničkog kralja i dame kao najjače figure. U ovom slučaju, ako skakača nije moguće uzeti (napad skakačem nikada nije moguće blokirati), kralj se mora pomaknuti i u idućem potezu skakač ako želi može uzeti protivničku damu (osim ako tim potezom ne ostavlja vlastitog kralja u napadu, odnosno ako na polju na kojem se nalazi blokira napad druge protivničke figure na vlastitog kralja).

### Postavljane figura
Na početku igre bijele figure se uvijek postavljaju na donji dio ploče, odnosno na prvi i drugi red koji su na ploči označeni rednim brojevima 1 i 2, a crne figure na gornji dio dijagrama (sedmi i osmi red) koji su na ploči označeni rednim brojevima 7 i 8. Pješaka ima ukupno osam bijelih i osam crnih. Bijeli sve svoje pješake na početku igre postavlja na drugom redu, a crni na sedmom redu, i to po jedan pješak na svakom polju. Na jednom polju se nikada ne mogu nalaziti dvije figure. Ostale figure se postavljaju na prvom redu (bijeli) i osmom redu (crni). Topovi se postavljaju na krajnjim linijama (a i h linije) i to bijeli topovi na poljima a1 i h1 (polja u samom uglu šahovske ploče), a crni topovi na poljima a8 i h8. Do topova se postavljaju skakači (b i g linije) i to bijeli skakači na poljima b1 i g1, a crni skakači na poljima b8 i g8. Do skakača se postavljaju lovci (c i f linije) i to bijeli lovci na poljima c1 i f1, a crni lovci na poljima c8 i f8. Na središnjim linijama (linija d i linija e) se postavljaju dama i kralj i to na način da se dame postavljaju na d liniji (na polju d1 bijela dama i na polju d8 crna dama), a kraljevi ne e liniji (na polju e1 bijeli kralj i na polju e8 crni kralj). Može se primijetiti da se na početku igre bijela dama nalazi na bijelom polju (d1), a crna dama na crnom polju (d8). Također primjećujemo da se niz polja u okomitom smjeru naziva linija i označava se slovom, a niz polja u vodoravnom smjeru red i označava se brojem (na primjer niz polja po e liniji se sastoji od polja: e1, e2, e3, e4, e5, e6, e7 i e8, dok se na primjer niz polja po 4 redu sastoji od polja: a4, b4, c4, d4, e4, f4, g4 i h4). Kod zapisivanja poteza najprije se zapisuje oznaka linije, a potom oznaka reda.
Prvi potez bijelog može biti samo s pješacima ili jednim od skakača. Za prvi potez bijeli ima za odabrati između ukupno 20 mogućnosti (16 različitih poteza pješacima i 4 poteza skakačima). Na primjer, bijeli može kao prvi potez odigrati pješakom na e4 i onda je na redu crni. Nakon što crni odigra svoj potez (na primjer skakačem s polja g8 na polje f6 – "Sf6") sada, nakon što se prethodnim potezom bijelog pomaknuo pješak s e2 na e4, bijeli još može igrati damom, lovcem i kraljem jer se napredovanjem pješaka otvorio put djelovanju tim figurama koji je bio zatvoren dok je pješak bio na e2.

### Mat
Mat ili šah-mat jest situacija kada je nakon našeg posljednjeg poteza suparnički kralj napadnut na takav način da se ne može obraniti. Postoje tri načina obrane od napada na kralja:
- uzeti napadačku figuru
- postaviti neku svoju figuru na liniju napada (ako nije napadnut od skakača)
- uzmaknuti kraljem na polje koje nije pod napadom.

Ako niti jedna obrana nije moguća, kralj je matiran i pobjedu odnosi ona strana koja je matirala suparničkog kralja.
Osim matiranjem suparničkog kralja pobjeda je moguća i predajom protivnika. U tom slučaju protivnik suočen lošim razvojem događaja i skorašnjim matiranjem predaje partiju i odustaje od daljnje borbe.
Iz početne pozicije najbrže je moguće zadati mat u 2 poteza, dakle nakon samo 2 odigrana poteza igra je završena pobjedom! To se može dogoditi samo ako bijeli napravi dvije uzastopne pogreške, na primjer: 1.f3 (bijeli igra prvi potez f pješakom za jedno polje), 1...e5 (crni je pomakao pješaka ispred kralja za dva polja), 2.g4 (bijeli je pomakao g pješaka za 2 polja) 2...Dh4# mat! Mat u drugom potezu! Igra je završena, crni je pobijedio. Kralj je napadnut, a bijeli nema sigurnog polja gdje može pomaknuti kralja, ne može uzeti crnu damu i ne može blokirati dijagonalu po kojoj dama izvršava napad na kralja postavljanjem bilo koje druge svoje figure između protivničke dame i svog kralja na toj dijagonali. Ovakav mat se rijetko susreće u praksi jer da bi do njega došlo potrebne su dvije pogreške bijelog već na samom početku igre. Do mata je uglavnom potrebno više poteza, a broj poteza do mata uglavnom ovisi o znanju i vještini igrača koji igraju.
U natjecateljskom šahu do pobjede se dolazi i kada protivniku istekne vrijeme za razmišljanje, što je čest slučaj u brzopoteznim partijama. Racionalno korištenje vremena za razmišljanje u natjecateljskom šahu je značajan faktor. U današnje vrijeme šahovski satovi su digitalni. Nekada su šahovski satovi bili analogni gdje je kod posljednje minute brojčanika bila ugrađena zastavica koju bi velika kazaljka na svom putu od 11:59 do 12:00 kao upozorenje da je preostala posljednja minuta za razmišljanje podizala da bi kod 12:00 u odsustvu oslonca od velike kazaljke nakon što ista prođe brojčanu vrijednost 12 ta zastavica konačno pala unatrag signalizirajući na taj način da je sve vrijeme za razmišljanje isteklo. Od tuda dolazi izraz koji se i danas koristi kada se obavijesti suparnika da je potrošio vrijeme za razmišljanje i da ste vi pobjednik "pala vam je zastavica". Isti izraz se koristi i u engleskom govornom području ("Pobijedio sam ga na zastavicu ili oborio sam mu zastavicu" – I flagged him). Još treba naglasiti da će pobjeda biti priznata jedino u slučaju kada se od preostalih figura na ploči, uključujući i suparničke može odigravanjem poteza namjestiti šah-mat što je obično moguće. Primjeri kada je to nemoguće su zaista rijetki, kao na primjer kada su preostali samo kraljevi ili kada strana koja reklamira pobjedu nema niti jedne figure osim vlastitog kralja. U tim slučajevima se partija proglašava remi (neriješeno) jer s preostalim figurama nije moguće odigravanjem poteza namjestiti matnu sliku protivniku koji je potrošio vrijeme. Ako je igraču kojem je ostalo vremena preostao barem jedan pješak (protivniku koji je potrošio vrijeme može ostati mnoštvo figura), u tom slučaju će mu se pripisati pobjeda (ako je s preostalim pješakom i ostalim figurama protivnika moguće odigravanjem poteza s crnim i bijelim figurama odigrati poteze do šah-mata). U testiranju ovog uvjeta sudac će simulirati daljnju "nevještu igru" igrača koji je potrošio vrijeme i "vještu" igru igrača kojem je ostalo vremena i time dokazati da je daljnje matiranje ako bi se igra nastavila na taj način ipak bilo moguće za igrača kojem je preostalo vremena i proglasiti njegovu pobjedu. Do stvarne simulacije poteza u praksi obično nikada ne dolazi jer iskusni igrači i suci već prvim pogledom na nastalu poziciju u trenutku kada je protivniku nestalo vremena mogu zaključiti dali bi daljnjim igranjem bilo moguće rekonstruirati igru do mata igraču koji je potrošio vrijeme ili ne (točke 6.8 i 6.9 FIDE pravila).

### Remi
Također zvan remis (na engleskome: draw), remi je naziv za neriješen ishod igre, odnosno onaj u kojem niti jedna od strana nije uspjela pobijediti. U svom najosnovnijem obliku remi nastupa kada na ploči preostanu samo kraljevi. Ostali slučajevi neriješenog ishoda prema FIDE pravilima nastupaju:
- kada je pozicija pat (kralj kada je na potezu nije napadnut, a pri tome nema mogućnost pomaknuti se na neko drugo polje koje nije pod napadom, a da pri tome nije u mogućnosti pomaknuti niti bilo koju drugu svoju figuru (ako je preostala, a može ih biti i više) na bilo koje polje, odnosno odigrati bilo koji drugi potez). Pat se razlikuje od mata u tome što kod pata kralj nije napadnut!
- kada odigravanjem poteza oba igrača ponove iste poteze tri puta uzastopce
- kada se odigravanjem poteza obaju igrača ista pozicija ponovi pet puta u toku igre
- ako se 50 poteza (ili za posebno definirane slučajeve 75) ne pojede niti jedna figura i ne pomakne niti jedan pješak (pravilo 50 poteza)
- sporazumom igrača.

Novija saznanja iz šahovske teorije pokazuju da postoje takve pozicije (iako se rijetko pojavljuju u praksi) u kojima su manevri od više od 50 ili 75 poteza (koliko FIDE dopušta kao maksimalno) bez pomicanja niti jednog pješaka ili uzimanja bilo koje figure zapravo neophodni da bi se postigla pobjeda. U osnovi to znači da se po pravilima FIDE takva pozicija nakon isteka 50 poteza u kojima se ne pomakne niti jedan pješak i ne pojede niti jedna figura odlukom suca proglašava remi unatoč tome da je odigravanjem daljnjih poteza moguća pobjeda. U navedenom slučaju primjećujemo da niti jedno od navedenih pravila za remi nije nastupilo izuzev "pravila 50 poteza".

### Rokada
Rokada je poseban potez u šahovskoj igri koji se uvrštava u pravila igre tek u modernom šahu kakvog danas poznajemo. Razlog uvođenja rokade je bio u korist ubrzanja i dinamičnosti šahovske igre. Rokadom je omogućeno da se topovi koji se na početku igre nalaze u uglu i imaju značajnu snagu djelovanja brže uključe u igru, a istovremeno kraljevi brže sklone na sigurnije mjesto, odnosno bliže uglovima odakle ih je teže dohvatiti većem broju protivničkih figura. Rokada se smatra kao potez kraljem, iako prilikom njenog izvođenja sudjeluje i top (možemo reći da je top sudjelujuća figura).
Rokada se može izvoditi na lijevu ili desnu stranu. Ako se izvodi prema lijevoj strani onda se naziva "duga rokada", a ako se izvodi prema desnoj strani onda se naziva "kratka rokada". Rokada se izvodi na način da se kralja pomakne za dva polja u smjeru u kojem se želi izvesti rokada, a top na toj strani se prebaci s druge strane kralja, odmah do njega. Ako na primjer izvodimo kao bijeli kratku rokadu tada ćemo kralja pomaknuti za dva polja u desno (na polje g1), a topa koji je u desnom uglu prebaciti na polje odmah do kralja s lijeve strane (na polje f1). Na taj način smo izveli kratku rokadu i završili potez. Potez kratke rokade se zapisuje 0-0. Isto tako, ako bi smo kao bijeli htjeli odigrati potez duge rokade tada ćemo kralja pomaknuti za dva polja u lijevo (na polje c1) a topa koji je u lijevom uglu (na polju a1) prebaciti na polje odmah do kralja s desne strane (na polje d1). Na taj način bi izveli dugu rokadu i završili potez. Potez duge rokade se zapisuje 0-0-0 (s tri nule). Nule predstavljaju broj slobodnih polja između kralja i topa koji izvode rokadu. Istom logikom rokadu izvodi i crni.
Rokadu je dopušteno izvoditi samo jednom tijekom partije. Rokadu nije obavezno uraditi, to je slobodna odluka igrača. Osim opisanog načina izvođenja rokade obavezno je još da budu zadovoljeni sljedeći uvjeti:
1. sva polja između kralja i topa koji sudjeluje u rokadi trebaju biti slobodna od vlastitih i protivničkih figura;
2. kralj se do izvođenja rokade nije pomicao ranije u partiji;
3. onaj top koji sudjeluje u rokadi se također nije pomicao ranije u partiji;
4. kralju kada je napadnut (u šahu) nije dopuštena rokada (napad se najprije treba otkloniti blokadom ili uklanjanjem protivničke figure koja je zadala napad pa rokadu izvesti sljedeći potez ako opet svi uvjeti budu zadovoljeni);
5. polje koje kralj izvođenjem rokade preskače i polje na koje dolazi također trebaju biti slobodni od napada protivničke figure.

Važno je napomenuti da polje na kojem se nalazi top koji sudjeluje u rokadi i polje do tog topa (ovo dodatno polje između kralja i topa postoji samo u slučaju velike rokade, odnosno rokade na lijevu stranu jer na toj strani ima jedno polje više između topa i kralja zbog toga što se na toj strani na početku partije nalazi dama) može biti napadnuto od protivničke figure i neće biti zapreka pravljenju rokade, ali sva polja svakako moraju biti slobodna od vlastitih i protivničkih figura kako je ranije navedeno.

## Relativna vrijednost figura
Vrijednost figura nikada nije apsolutna i vrijednost bilo koje figure uvijek ovisi o položaju kojeg zauzima te osobitostima konkretne pozicije. Dama i topovi se još nazivaju "teškim figurama", a lovci i skakači "lakim figurama". Za generalnu usporedbu može se uzeti da skakač i lovac imaju podjednaku vrijednost iako u većini slučajeva će lovac pokazati nešto veću vrijednost. Skakač se može pokazati boljim u pozicijama koje su blokirane. Dva lovca su gotvo uvijek bolja od dva skakača i u kombinaciji sa pješacima će lovac biti jači protivnik topu nego skakač.
U otvorenim pozicijama sa smanjenim brojem pješaka dva skakača uglavnom će trebati dodatnog pješaka kako bi ostvarili ravnotežu protiv dva lovca (lovački par). Među jačim igračima zamijeniti dva lovca za dva skakača obično znači značajnu prednost za protivnika (kojem su ostali lovci). Ponekad već osvajanje barem jednog protivničkog lovca za vlastitog skakača znači određenu prednost.
Top i lovac će uglavnom biti nešto jači od topa i skakača što uglavnom dolazi do izražaja u završnici sa manjim brojem pješaka. Lovac može često vrijediti nešto više od 3 pješaka dok će skakač rijetko vrijediti tri pješaka. Može se uzeti da je relativna vrijednost 2 skakača otprilike 6 pješaka, a dva lovca 7 pješaka.
Top će tako otprilike vrijediti 5 pješaka, odnosno kao skakač i dva pješaka ili lovac i dva pješaka. Uzimanjem protivničkog topa za vlastitog lovca ili skakača je obično značajna prednost i u šahovskom žargonu se naziva "osvajanje kvaliteta".
Udruženim djelovanjem više figura, strani s većim brojem figura u odnosu na stranu sa manjim brojem figura se snaga obično uvećava zbog njihove mogućnosti međusobnog međudjelovanja u pravilno koordiniranim akcijama. Tako će dva topa vrijediti više od dame koja se može uzeti da vrijedi ekvivalentu od 10. U borbi protiv većeg broja figura dama će uglavnom vrijediti ekvivalentu vrijednosti od 9 pješaka. Isto će vrijediti za dva topa (10 pješaka) gdje će njihova vrijednost biti nešto manja ili jednaka snazi dva skakača i lovca te još nešto manja od dva lovca i skakača (9 pješaka). Također, dama se može uzeti da vrijediti jednako vrijednosti dva skakača i lovca ili skakača i dva lovca.
Isto tako, topu protiv lovca i skakača ili dva skakača jedan pješak obično nije dovoljon za ravnotežu, dok u borbi protiv dva lovca su redovito potrebna dva pješaka. Snaga skakačima opada kako se figure mijenjaju i kako igra ide prema završnici dok dalekometnim figurama raste, a najviše topovima te potom dami i lovcima. Kralj koji je uglavnom tokom cijele partije obrambena figura u samoj završnici kada ne prijeti opasnost od matiranja i sam se aktivno uključuje u igru kao značajna snaga. Relativna snaga kralja se može uzeti jednaka lovcu ili skakaču (3 pješaka).
Pješacima snaga raste u završnici, a posebno pješacima koji imaju podršku vlastitih figura i daleko su odmakli u protivnički tabor (zbog mogućnosti promocije). Dva susjedna pješaka na šestom redu (kao bijeli pješaci, odnosno na trećem redu kao crni pješaci) su ekvivalent vrijednosti topu (5 pješaka) dok će na sedmom redu imati ekvivalent vrijednosti dame (10 pješaka).

## Šahovska notacija
U općoj uporabi za bilježenje šahovskih partija i pozicija danas je takozvana algebarska notacija. Ona se prvi put pojavljuje u jednom francuskom rukopisu još iz 1173. godine, ali u široku uporabu ušla je tek u 19. stoljeću. Godine 1981. Svjetska šahovska organizacija FIDE ju je usvojila kao standard. U zemljama engleskog govornog područja još se ponekad koristi tzv. opisna notacija.

## Nastanak i razvoj

### Podrijetlo
Podrijetlo šaha nije dovoljno poznato. Prvo spominjanje šaha datira s kraja 6. stoljeća poslije Krista, ali općenito se smatra da je nastala znatno ranije, vjerojatno oko početka naše ere. Zaključuje se tako iz činjenice da je izumitelj igre među figure uvrstio i onu koja simbolizira borna kola, oružje koje je u 6. stoljeću bilo već odavno zastarjelo.
Šah je vjerojatno nastao u Indiji. Na sanskrtu igra nosi naziv "čaturanga" ("čatarunga"), što znači "četverodjelna"; to je također pjesnički izraz za vojsku, koja je imala četiri roda: pješake, konjaništvo, slonove i borna kola. Ime su preuzeli Perzijanci (Iranci) kao "čatrang", a od njih Arapi kao "šatrandž". Neki ipak smatraju, da je igra nastala u Kini ili Središnjoj Aziji. 
Legenda, izmišljena tek u novom vijeku, pripisuje izum šahovske igre grčkom junaku Palamedu: izmislio ju je za vrijeme opsade Troje, kako bi razbio dosadu tijekom deset godina opsade. Sigurno je, da Grci i Rimljani nisu poznavali šah. Poznato je da su Rimljani, a prije njih već i Egipćani, poznavali neke igre na ploči, ali one su sličile našoj igri "mlinu".

### Varijacije šahovske igre
Osim modernog, "europskog" šaha, koji se danas igra u cijelom svijetu, postoje brojne druge varijacije, vjerojatno nastale iz iste osnove, indijske "čatarunge". Neke se igraju na tabli s manjim ili većim brojem polja, s dodatnim figurama, drugačijm pravilima o kretanju figura itd. Igre tipa šaha razlikuju se od drugih igara na ploči posebnom ulogom pješaka (koji se ne mogu kretati unatrag) i kralja (čije je matiranje u većini varijacija cilj igre). Od tih varijacija najpoznatija je japanska igra shogi, koja se igra na ploči 9×9 polja.

### Ratnička simbolika figura
Šahovske figure, osim kralja i ferza (naša kraljica), simboliziraju četiri roda vojske: pješake, konjicu, slonove i borna kola. (U Indiji se također spominje veza s podjelom na četiri kaste odnosno varje.) Ta se simbolika u prevodima na razne jezike djelomično izgubila. 
Pješak (pijun) je u njemačkom jeziku "der Bauer" (seljak), u engleskom "pawn", riječ koja potiče, preko anglo-normanskog i francuskog, od latinskog "pedon", što označava vojnika-pješaka.
Figura "konjanik" (ili vitez) još se tako zove recimo u engleskom. U ruskom je "konj", a u hrvatskom se gotovo isključivo koristi riječ "skakač" iako se i tu susreće naziv konj.
Indijska figura, koja simbolizira slona i danas se naziva "slon" u ruskom. U njemačkom je "der Läufer", što znači "trkač". U hrvatskom je postala "lovac", a u engleskom, "bishop" (biskup), možda jer oblikom podsjeća na biskupsku kapu.
Zanimljive su promjene imena figure "borna kola" u Hrvatskoj, koje simboliziraju promjene u tehnici ratovanja. Stariji naziv bio je "toranj" ili "kula", što se odnosi na drveni toranj, koji se koristio u opsadi. Danas je nazivamo "top". Prijetnja toj figuri naziva se "šuh".
Kralj, perzijski "šah", dao je ime igri ("šahmaty" u ruskom, "das Schach" u njemačkom). Uz njega stoji figura, koja se na parzijskom naziva "ferz", što označava kancelara (vezira). Ime "ferz" koristi se i u ruskom. U Europi, ferz je promijenio spol i postao kraljica ili dama. Prijetnja kraljici nazica se "šeh".

### Šahovska ploča: magijski kvadrati
Kako je došlo do konstrukcije tako složene igre? Šahovska ploča je svakako starija od figura: magijski kvadrati s raznim brojem polja nađeni su u starim egipatskim, kineskim i indijskim hramovima. Tabla s 8¤8 polja široko je korištena u Indiji. Na sanskrtu se naziva "aštapada", od "aštau": osam i pâdam: noga, stopa, polje; to je i jedno od iemna za prebivalište boga Višnu. Aštapada je bila površina na kojoj se gatalo i pororicalo, a poslije su na nju bacane i kocke za igru. U doba Veda obredi su vršeni u prirodi pa je i kvadrat aštapade urezivan na zemlji. Kvadrat je vjerojatno imao veličinu 8×8 stopa, pa odatle potječe naziv. Početkom naše ere aštapada se počela izrađivati kao tabla od drva, srebra i zlata i sl. 
Na tabli za šatrandž, polja nisu bila obojena raznim bojama. Uzorak svjetle i tamne boje, kakav danas općenito zovemo "šahovska ploča", pojavljuje se prvi put krajem 11. stoljeća.

### Metafizička simbolika
Kao što se aštapada koristila za proricanje, figurice raznih oblika koristile su se u raznim obredima. Vjerojatno su ta dva elementa spojena i postepeno su se razvijala učvršćena pravila o tome kako se pojedine figure kreću preko polja, sve do konstrukcije kompleksne igre.
Vjeruje se da su Indijci iz kaste brahmana, koji su vršili obrede i proricanja, na umu imali religijsko-filozofijsku, a ne ratničku simboliku aštapade i figura. Figure simboliziraju pet elemenata od kojih je građen materijalni svijet: Zemlju, Vodu, Zrak, Vatru i "peti element", eter, koji ih objedinjuje. (Tu su teoriju o građi materije od Perzijanaca su usvojili i Grci; "peti element" kod Grka uvodi Anaksimandar, nazivajući ga apeiron, ono što je bez granica). Kretanje figura simbolizira međuodnose tih elemenata, a vezano je uz brojčane odnose kojima brahmani pridaju mistična svojstva.

### Zrna žita na šahovskoj ploči
Jedna legenda povezuje šahovsku ploču (aštapadu) s tzv. geometrijskom redom, čija svojstva zaprepaščuju čovjeka neukog u matematici.
Napomena: legenda je ispričana po sjećanju, pa može odstupati od neke pisane inačice.
Ova pouka o svojstvima geometrijskog reda i danas je aktualna, s obzirom na ekološku krizu.

### Šah u Indiji, Perziji i islamskom svijetu
Prva spominjanja šaha u literaturi potiču iz Indije i Irana. Krajem 6. stoljeća, šah (čatarunga) se spominje u indijskoj poemi "Vasavadatta", pisanoj na sanskrtu, te u isto vrijeme (čatrang) u iranskoj poemi "Karnamuk". Godine 620. zabilježeno je igranje šaha u Egiptu. 
U arapskoj literaturi, šah je prvi put spomenut u jednoj romantičnoj poemi 720. godine. Nakon toga, šah u islamskom svijetu postiže veliku popularnost. Godine 786. zabilježeno je, da je kalif Harun al-Rašid vrlo rado igrao šah, te organizirao mečeve najboljih igrača i pobjednike darivao golemim nagradama (imanja sa seljacima), kakvima se do danas nijedan profesionalni šahist nije približio. Ljubitelji i mecene bili su i kasniji kalifi i drugi vladari u Aziji. Najstariju zabilježenu partiju odigrali su u 9. stoljeću kalif al-Nuktadi i znameniti igrač al-Suli. Kasniji su glasoviti majstori npr. Abulafath, po narodnosti Tadžik (11. – 12. stoljeće) i Ali Šatrandži (15. stoljeće), koji je boravio i igrao na dvoru Timur-Lenka u Samarkandu.
U arapskom svijetu postalo je izuzetno popularno sastavljanje i rješavanje šahovskih problema (mansuba). Prvi sastavljeni šahovski problem pripisuje se bagdadskom kalifu Bilahu, 840. godine.
Prva knjiga koja sadrži analize pojenih šahovskih otvaranja pojavila se 910. godine. Autor je al-Lajlaj.

### Šah u Europi
Šah (šatrandž) se širi u Europu preko Arapa i Bizanta. Tako je već 735. godine zabilježeno, da je na dvoru franačkog kralja Karla Martela (utemenitelja dinastije karolinga odigrana šahovska partija sa živim figurama. Na području današnje Rusije šah se prvi put spominje 820. godine; donesen je izravno iz Perzije, pa je do danas zadržan iranski naziv "ferz".
Popularnost šaha u Europi raste u doba križarskih ratova. Europljani uvode i prve izmjene pravila o kretanju figura, koja dinamiziraju igru, što dovodi do velike revolucije oko 1470., kada se šatrandž transformira u moderni šah.
Crkva je u to vrijeme često prijekim okom gledala na šahovsku igru, svrstavajući je u isti tip poroka kao kockanje. Svećenicima i redovnicima često se zabranjivalo igrati šah. Prva takva zabrana zabilježena je 1061. godine u Italiji, a zabilježena je i u Hrvatskoj još u 16. stoljeću (vidi Šah u Hrvatskoj).
Godine 1119. odigrana je prva dopisna partija. Protivnici su bili engleski kralj Henrik I. i francuski kralj Luj VI.
Veliko djelo o šatrandžu napisao je 1283. godine kralj Alfons X. Mudri.
Već 1472. godine u Augsburgu je tiskana prva šahovska knjiga (o šatrandžu).

#### Šah u keltskoj mitologiji
Šah je postao vrlo popularan u Britaniji i Irskoj, o čemu svjedoči njegovo često spominjanje u mitologiji britanskih i irskih Kelta. Bog Lugh, koji će postati kralj Tuatha Dé Danana (analogni su grčkim olimpijskim bogovima), prikazujući svoje mnogobrojne vještine, između ostaloga pobijedio je najboljeg šahistu, uvodeći nov potez nazvan "Lughovo ograđivanje". (Squire, ?/2005:81) Kada je Becuma, boginja koja je bila supruga irskog kralja Conna, zahtijevala da njezin posinak Art bude protjeran, partija šaha odlučivala je tko će morati otići. (Squire, ?/2005:190) Finn mac Coul je igrao šah sa svojim sinom Ossianom, a progonjeni Diarmait, sakriven u krošnji stabla iznad njih, triput zaredom u kritičnoj situaciji baci bobicu, kojom pogodi figuru kojom treba povući pobjedonosni potez. (Squire, ?/2005:206) Kod Britanaca, također, šahovska garnitura je jedno od "trinaest blaga Britanije". (Squire, ?/2005:310)

## Povijest modernog šaha (od 1470.)
Oko 1470. godine nepoznati španjolski genij uveo je dramatičnu promjenu u igru, koja je time znatno dinamizirana. Nova igra, nazvana "De la dama" (jer je dama postala najjača figura) vrlo brzo je postala popularna. Iz Španjolske se reforma brzo proširila na Italiju. Do tada se lovac kretao maksimalno za dva polja po dijagonali u potezu, a sada je dobio neograničeno kretanje. Dok je dama koja se kretala za dva polja po linijama i dijagonali dobila današnje mogućnosti kretanja i tako postupno od najslabije postala najjačom figurom na ploči. Naime prije u šatrandžu se dama zvala ferz i u samim počecima se kretala tek za jedno polje po dijagonali i bila najslabija figura. Ta reforma je ubrzala igru i proširila mogućnosti, što je sasvim odgovarala duhu renesansnog čovjeka tog doba.
Prvu knjigu posvećenu modernom šahu objavio je 1497. godine Španjolac Lucena u Salamanki. U njoj se bavi šahovskim otvaranjima. Godine 1512. u Italiji je tiskana knjiga čiji je autor Pedro Damiano.
U 16. stoljeću najjači igrači šaha su Španjolci i Talijani. Španjolac Ruy López je 1560. godine u Rimu pobijedio najjače talijanske igrače. Prvi šahovski turnir, igran kao niz mečeva, održan je 1575. godine na dvoru španjolskog kralja Filipa II. u Madridu. Tada su Španjolsku posjetili trojica ponajboljih talijanskih šahista. Talijan Giovanni Leonardo di Bona pobijedio je Lópeza.
Šah se u 17. stoljeću i dalje ponajviše igra na dvorovima kraljeva i velikaša. Španjolski biskup Ruy López de Segura je razvio elemente šahovskih otvaranja i počeo analizirati jednostavne završnice (knjiga Libro de la invención liberal y arte del juego del Axedrez). Veliku slavu postigao je Talijan (iz Kalabrije) El Greco (1600. – 1634.). On je putovao Europom, igrao za novac i svuda pobjeđivao. Svoja uputstva za igru nije tiskao kao knjigu, nego ih pripremao samo kao rukopise, koje je skupo prodavao bogatim ljubiteljima. Karakteristika šahovske igre u to vrijeme je tendencija za brzim razvojem figura s ciljem napada na najslabije protivnikove točke u osnovnoj postavi. Zbog zanemarivanja defenzivne igre i nepoznavanja šahovske taktike i strategije te partije traju uglavnom vrlo kratko s bezbrojnim previdima čak i mata u jednom potezu. 
Uz El Greca se veže jedna zanimljiva životna priča. Rođen je u Kalabriji oko 1600. godine u siromašnoj obitelji. U to vrijeme u šahu je prednjačila Italija, a najači igrači su bili Salvio, Giulio Cesare Polerio i Carerra. Mladi siromašni Greco je počeo prepisivati za plemiće različita šahovska djela, od Lucene pa do talijanskih modernih autora. S vremenom je i sam počeo izvoditi kombinacije u otvaranju te unaprjeđivati izvode svojih prethodnika. Iako, je Grecov genije bio poznat cijeloj Italiji nikad nije dobio pravu prigodu potuči sve oponente za najboljeg šahista Italije. Zato je otišao u svijet potražiti svoje mjesto pod suncem, gdje ga neće toliko sputavati njegovo podrijetlo. Odlazi u Francusku i tamo na dvoru Henrika II. igra protiv najboljih francuskih šahista. Sve ih pobjeđuje vrlo lako više puta i za nagradu dobiva od kralja 5.000 kruna. Neki su pokušali to uspoređivati s kasnijim zaradama i zaključili, da je to najveća vrijednost neke šahovske nagrade ikad. No, to mu nije bila jedina zarada, jer je cijelo vrijeme još i prodavo plemićima na dvoru svoje rukopise. Tako su neki engleski plemići, koji su se zatekli u Parizu pozvali El Greca u Englesku. On željan dodatne zarade i prihvaća poziv te odlazi preko Le Manchea. No, na putu za London Greco biva opljačkan i jedva izvlači živu glavu. U Londonu jednako lako pobjeđuje sve protivnike, ali izostaje nagrada engleskog kralja. Tako kao jedina zarada Grecu u Londonu ostaje prodaja rukopisa plemićima. Zato se on vraća u Francusku, gdje opet pobjeđuje sve protivnike te opet dobiva, doduše manju, nagradu od francuskog kralja. Opet prodaje svoje rukopise plemićima. U tim rukopisima Greco izvodi nove inačice, ali nikad te inačice s današnjeg stajališta nisu korektne. Nakon maestralne igre uvijek dolazi do kritičnog trenutka, gdje vuče neočekivano slab potez. To je razumljivo, jer mu je šah jedina zarada te u svakoj inačici želi sačuvati nešto za sebe, kako bi nastavio sloviti kao najjači šahist. U njegovim partijama je vidljiva težnje nekoj vrsti protopozicijske igre, ali nema potrebe dublje ulaziti u takve pozicije. Greco na vrhuncu šahovske moći, odlučiop je otići u Španjolsku pa odatle u Ameriku. U Španjolskoj pobjeđuje sve protivnike te dobiva nagradu od španjolskog kralja, te ponovno prodaje rukopise. S velikim bogatstvom odlazi u Ameriku, gdje kupuje velike posjede s mnogim prirodnim bogatstvima. Odlučio je izaći iz šahovskog svijeta i posvetiti se gospodarstvu, ali u tome ga je spriječila jedna od zaraznih bolesti, koje su se širile u Novoj zemlji. Umire mlad u naponu snage oko 1634. godine.
Od početka 18. stoljeća, primat u šahu preuzimaju Francuska i Engleska. Središte šahovskog života postaju kavane, u kojima se okupljaju pripadnici nove građanske klase u usponu. Najpoznatije su Café de la Regence u Parizu i Old Slaughter u Londonu. 
Drugu polovicu 18. stoljeća obilježio je Francuz François André Danican, poznatiji pod imenom Philidor (1726. – 1795.) (vidi Philidorova škola). Također je bio slavni operni skladatelj. Tijekom nekoliko desetljeća daleko je nadmašivao sve svoje protivnike.
Prva novinska šahovska rubrika pojavila se 8. srpnja 1813. godine u Liverpool Mercuryju.
Prvi šahovski časopis počeo je izlaziti 1836. godine u Parizu pod imenom La Palamada, urednik je bio Labourdonais.
Prvi međunarodni šahovski turnir odigran je 1851. godine u Londonu. Šesnaest sudionika igralo je mečeve po kup-sustavu. Pobijedio je Adolf Anderssen.

## Svjetsko prvenstvo (od 1886.)
Svjetsko prvenstvo u šahu natjecanje je čiji pobjednik postaje svjetski šahovski prvak. Pobjednik je igrač koji prvi osvoji deset bodova (do 1921. godine), poslije 1921. godine šest bodova. Prvi osvajač Wilhelm Steinitz bio je svjetski prvak 8 godina. Drugi svjetski prvak bio je Emanuel Lasker, titulu je nosio najdulje do sada, punih 27 godina, od 1894. do 1921. godine.
Titula prvaka je bila jedinstvena od 1886. do 1993. godine. U tom razdoblju bilo je 13 svjetskih prvaka, potom dolazi do raskola i postoje dvojica prvaka: tzv. klasični prvak svijeta i prvak svijeta FIDE. Poslije 2006. godine titula prvaka je opet jedinstvena, od 2007. do 2013. godine to je bio Indijac Viswanathan Anand, petnaesti prvak svijeta, a nakon njega od 2013. godine Norvežanin Magnus Carlsen.

## Sadašnji najbolji igrači

### Najbolji šahisti
Najboljih 10 igrača po rang listi FIDE, (siječanj 2020.) su:     
| 1. Carlsen, Magnus         | 2872 | Norveška    |
| 2. Caruana, Fabiano        | 2822 | SAD         |
| 3. Ding, Liren             | 2805 | Kina        |
| 4. Griščuk, Aleksandr      | 2777 | Rusija      |
| 5. Nepomnjašči, Jan        | 2774 | Rusija      |
| 6. Levon, Aronjan          | 2773 | Armenija    |
| 7. Vachier-Lagrave, Maxime | 2770 | Francuska   |
| 8. Mamedjarov, Šahrijar    | 2770 | Azerbajdžan |
| 9. Giri, Anish             | 2768 | Nizozemska  |
| 10. So, Wesley             | 2765 | SAD         |

Najviše rangirani Hrvat i ujedno jedini u svjetskih 100 najboljih igrača je Ivan Šarić.
Napomena: Gari Kasparov se povukao iz profesionalnog šaha, stoga više nije na rang listi.

### Najbolje šahistice
Najbolje 3 šahistice po rang listi FIDE, (siječanj 2020.) su:
| 1. Hou, Yifan    | 2664 | Kina   |
| 2. Ju, Wenjun    | 2584 | Kina   |
| 3. Koneru, Humpy | 2580 | Indija |

Napomena: Judit Polgár se povukla iz profesionalnog šaha, stoga više nije na rang listi.

### Najbolje države
Najbolje države u šahu su:[Tko kaže?]
1. Rusija (Kramnik, Morozevič, Svidler, Griščuk)
2. Ukrajina (Ivančuk, Ponomarjov, Karjakin, Eljanov)
3. SAD (Kamsky, Oniščuk, Nakamura, Seirawan)
4. Armenija (Aronjan, Akopjan, Sargssjan, Lputjan)
5. Mađarska (Leko, Polgar, Almassy, Balogh)
6. Izrael (Gelfand, Smirin, Avrukh, Sutovsky)
7. Kina (Bu, Wang, Zhang, Ye)
8. Francuska (Bacrot, Lautier, Tkachiev, Fressinet)

⋮
18. Hrvatska (Ivan Šarić, Zdenko Kožul, Marin Bosiočić, Saša Martinović,  Alojzije Janković)

## Natjecanja
Za šahovska natjecanja se razvilo poseban sustav razrade rasporeda natjecanja po kolima, tzv. Bergerove tablice, koje se poslije primijenilo i na ostala ligaška natjecanja.

## Zanimljivosti
Hrvatski potezi
- Opatijska inačica – jedna od najboljih mogućnosti obrane za crne u kraljevom gambitu: 1. e4 e5 2. f4 d5 3. exd5 exf4 4. Sf3 Sf6.[8]
- Trifunovićeva inačica (autor: Petar Trifunović) – inačica Aljehinove obrane
- Zagrebačka inačica (autor: Mijo Udovčić) – inačica Kraljeve indijke

Postoji i takozvano jugoslavensko otvaranje.[nedostaje izvor]

## Povezano
- Šah u Hrvatskoj
  - Hrvatski šahovski savez
  - Popis značajnijih hrvatskih međunarodnih turnira
- Problemski šah
- Šahovske kategorije i titule

## Vanjske poveznice
- FIDE – Službene stranice Svjetske šahovske organizacije. (engl.)
- HŠS – Hrvatski šahovski savez.
- Šah.hr  Arhivirana inačica izvorne stranice od 7. veljače 2012. (Wayback Machine) – Hrvatski šahovski forum.
- playok.com/hr – Međunarodni stranica za online gaming
- Hrvatski šahovski savez – Hrvatska udruga šahovskih sudaca – Pravila šaha FIDE v 2.05, važeća nakon 1. siječnja 2018., s abecednim popisom hrvatskih izraza na str. 38. – 40.